# 乌尔施泰特-基希哈瑟尔
乌尔施泰特-基希哈瑟尔（德語：Uhlstädt-Kirchhasel，發音：[ˈuːlʃtɛt ˈkɪʁçhaːzl̩]）是德国图林根州萨尔费尔德-鲁多尔施塔特县的市镇，面积121.64平方千米，2023年12月31日人口为5,514人。